# Sculler
En sculler er en kaproningsbåd ofte uden ror med to årer til hver roer. 

## Typer
En sculler med plads til én roer kaldes en singlesculler, og en båd med plads til to roere kaldes en dobbeltsculler. En firemandssculler kaldes en dobbeltfirer. Flermandsbåde kan være udstyret med et ror, som betjenes med fødderne af én af roerne.

## Sportsgren
"Sculling" (roning i scullere) anses af nogle for en anden sportsgren end almindelige roning, hvor der typisk ros i både med kun en åre til hver roer.

## Konkurrencer
Ved internationale konkurrencer skelnes der mellem lette og tunge roere, der konkurrerer separat.